# Брейдентон

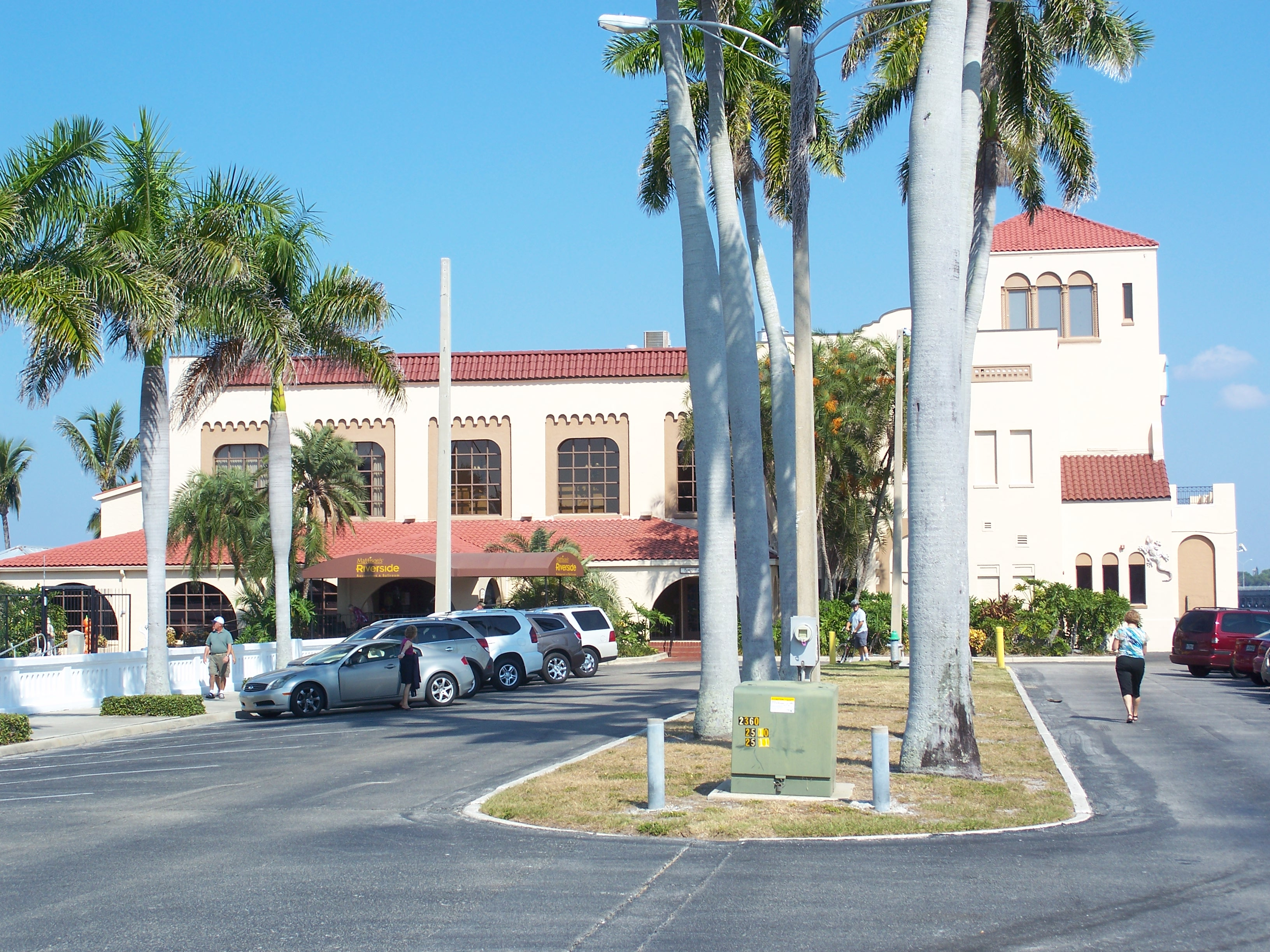
Брейдентонський меморіальний пірс

Брейдентон (англ. Bradenton) — місто (англ. city) в США, в окрузі Манаті на півдні штату Флорида, на узбережжі Мексиканської затоки Атлантичного океану. Населення — 55 698 осіб (2020); агломерації Брейдентон-Сарасота-Вініс — 688 126 осіб (2009 рік). Місто входить до конурбації Сарасота- Брейдентон-Пунта-Ґорда з населенням 845 078 осіб (2009 рік)..
Місто має приблизно 32 км пляжів між містами Тампа й Сарасота, які засаджені австралійською ялиною. Брейдентон відділений Внутрішньобереговим водним шляхом від островів Ганни-Марії (курортна місцевість) й Лонгбоат (ракушкове полювання).
Місцевість Брейдентону уперше досліджена Ернандо де Сото у 1539 році, що шукав країни Ельдорадо. Сучасне місто Брейдентон утворене 1943 року злиттям міст Манаті (утворене 1888 року) й Брейдентаун (утворене 1903 року).

## Географія
Брейдентон розташований за координатами 27°29′27″ пн. ш. 82°34′30″ зх. д. / 27.49083° пн. ш. 82.57500° зх. д. (27.490921, -82.574862).  За даними Бюро перепису населення США в 2010 році місто мало площу 43,80 км², з яких 36,72 км² — суходіл та 7,08 км² — водойми.

### Клімат
Місто знаходиться у зоні, котра характеризується вологим субтропічним кліматом. Найтепліший місяць — серпень із середньою температурою 27.4 °C (81.3 °F). Найхолодніший місяць — січень, із середньою температурою 16.6 °С (61.9 °F).
| Клімат Брейдентона      | Клімат Брейдентона | Клімат Брейдентона | Клімат Брейдентона | Клімат Брейдентона | Клімат Брейдентона | Клімат Брейдентона | Клімат Брейдентона | Клімат Брейдентона | Клімат Брейдентона | Клімат Брейдентона | Клімат Брейдентона | Клімат Брейдентона | Клімат Брейдентона |
| Показник                | Січ.               | Лют.               | Бер.               | Квіт.              | Трав.              | Черв.              | Лип.               | Серп.              | Вер.               | Жовт.              | Лист.              | Груд.              | Рік                |
| Абсолютний максимум, °C | 30                 | 31,1               | 32,8               | 33,9               | 37,2               | 36,7               | 36,7               | 36,7               | 36,7               | 35,6               | 32,8               | 31,7               | 37,2               |
| Середній максимум, °C   | 22,5               | 23,2               | 25,1               | 27,7               | 30,5               | 32                 | 32,4               | 32,6               | 31,7               | 29,2               | 25,6               | 23                 | 27,9               |
| Середня температура, °C | 16,6               | 17,2               | 19                 | 21,6               | 24,3               | 26,4               | 27,2               | 27,4               | 26,8               | 23,8               | 19,7               | 17,1               | 22,3               |
| Середній мінімум, °C    | 10,8               | 11,2               | 13                 | 15,4               | 18,1               | 20,9               | 21,9               | 22,1               | 21,7               | 18,4               | 13,9               | 11,1               | 16,6               |
| Абсолютний мінімум, °C  | −5                 | −6,1               | −1,1               | 2,8                | 7,2                | 12,8               | 16,7               | 16,7               | 14,4               | 4,4                | −2,8               | −4,4               | −6,1               |
| Норма опадів, мм        | 64                 | 76                 | 73                 | 67                 | 76                 | 157                | 229                | 236                | 209                | 87                 | 50                 | 55                 | 1381               |
| Днів з опадами          | 5                  | 5                  | 5                  | 4                  | 6                  | 11                 | 14                 | 14                 | 13                 | 6                  | 4                  | 5                  | 91                 |
| ----------------------- | ------------------ | ------------------ | ------------------ | ------------------ | ------------------ | ------------------ | ------------------ | ------------------ | ------------------ | ------------------ | ------------------ | ------------------ | ------------------ |
| Джерело: Weatherbase    |                    |                    |                    |                    |                    |                    |                    |                    |                    |                    |                    |                    |                    |

## Демографія
Згідно з переписом 2010 року, у місті мешкало 49 546 осіб у 21 405 домогосподарствах у складі 12 134 родин. Густота населення становила 1131 особа/км².  Було 26767 помешкань (611/км²).
Расовий склад населення:
| - 73,3 % — білих - 15,9 % — чорних або афроамериканців - 1,1 % — азіатів - 0,3 % — корінних американців - 0,1 % — вихідців з тихоокеанських островів - 6,9 % — осіб інших рас |

До двох чи більше рас належало 2,5 %. Частка іспаномовних становила 17,0 % від усіх жителів.
За віковим діапазоном населення розподілялося таким чином: 21,5 % — особи молодші 18 років, 55,5 % — особи у віці 18—64 років, 23,0 % — особи у віці 65 років та старші. Медіана віку мешканця становила 42,8 року. На 100 осіб жіночої статі у місті припадало 87,4 чоловіків;  на 100 жінок у віці від 18 років та старших — 83,6 чоловіків також старших 18 років.
Середній дохід на одне домашнє господарство  становив 51 526 доларів США (медіана — 40 227), а середній дохід на одну сім'ю — 61 609 доларів (медіана — 50 217). Медіана доходів становила 31 914 долари для чоловіків та 31 771 долар для жінок. За межею бідності перебувало 18,1 % осіб, у тому числі 31,9 % дітей у віці до 18 років та 7,1 % осіб у віці 65 років та старших.
Цивільне працевлаштоване населення становило 20 803 особи. Основні галузі зайнятості: освіта, охорона здоров'я та соціальна допомога — 21,1 %, мистецтво, розваги та відпочинок — 14,7 %, роздрібна торгівля — 12,9 %, науковці, спеціалісти, менеджери — 11,5 %.